# Chaulionyx paivacarvalhoi
Chaulionyx paivacarvalhoi is een eenoogkreeftjessoort uit de familie van de Ectinosomatidae. De wetenschappelijke naam van de soort is voor het eerst geldig gepubliceerd in 2009 door Kihara & Huys.